# Северное кладбище (Ульяновск)
Се́верное кла́дбище — самое большое действующие кладбище Ульяновска. Его площадь составляет более 120 га, число участков 90000. Располагается на северной окраине города, в Ленинском районе Ульяновска, севернее пересечения дорог «Ульяновск — Ундоры» и «Ульяновск — Лаишевка». Общественный транспорт — маршрутное такси № 90. На ул. Кинологическая, 3.

## История
К середине 1960-х годов Старое городское кладбище оказалось почти заполнено. Решением Ульяновского облисполкома от 12 мая 1969 года под кладбище была выделена территория площадью в 250 000 квадратных метров к северу от Ульяновска, ближе к посёлку Ишеевка, поэтому его стали называть «Ишеевское кладбище». В 1970 году на погосте были похоронены первые усопшие. В 1972 году состоялось первое захоронение на Почётной аллее.
В 1990-е годы, останки немцев, похороненных невдалеке от лагеря № 215 для военнопленных Второй мировой войны (находился в Засвияжском районе), перезахоронили на Ишеевском кладбище.
13 июля 2004 года был принят Закон Ульяновской области 043/ЗО «О муниципальных образованиях Ульяновской области», по которому в административно-территориальном подчинение Ленинского района вошла и территория кладбища, поэтому его стали называть «Северное кладбище».
В 2010 году был освящён храм святого Никиты Новгородского.
В 2018 году на территории кладбища вдоль дороги огородили новым забором, рядом со стелой-памятником «Журавли», установленной около въезда на кладбище, появилась Аллея Славы, на которой будут установлены доски с именами воинов.
На сегодня общее число могил на Северном погосте уже превысило 200 тысяч. Здесь покоятся руководители области и города, участники всех войн, которые вела Россия — от Первой мировой и до Чеченской и вторжения в Украину, жертвы пандемии коронавируса, учёные, изобретатели, врачи и рабочие, жертвы авиакатастроф и маньяков, три еврейских участка с более чем 500 захоронениями. На участке с несчастливым № 13, производятся захоронения послеоперационных материалов.

## Известные люди, похороненные на кладбище

### Герои Советского СоюзаиГерои Российской Федерации
- Абрамов Пётр Александрович
- Аверьянов Иван Васильевич
- Борисов Борис Степанович
- Бурмистров Иван Николаевич
- Городецкий Василий Романович
- Громов Иван Петрович
- Иванов Сергей Андреевич
- Клименко Михаил Гаврилович
- Мартьянов Николай Иванович
- Мельников Пётр Андреевич
- Музалёв Иван Алексеевич
- Павлов Иван Дмитриевич
- Руденко Николай Иванович
- Старостин Дмитрий Яковлевич
- Тюрин Константин Михайлович
- Чиженков Николай Николаевич
- Шафров Александр Филиппович
- Якурнов Иван Федотович

### Полные кавалеры ордена Славы
- Ковылин Фёдор Алексеевич
- Лазарев Илья Семёнович
- Малкин Михаил Яковлевич
- Трунилин Сергей Иванович
- Царёв Алексей Егорович

### Военнослужащие
- Алимов Павел Мартемьянович
- Бызов Алексей Петрович
- Васильчев Михаил Евдокимович
- Гузенко Николай Трофимович
- Курчавов Вадим Михайлович
- Малиновский Ромуальд Фелицианович
- Мельников Пётр Андреевич
- Назаров Александр Владимирович
- Портнов Сергей Иванович
- Табакин Владимир Львович
- Трофимов Сергей Петрович
- Турчинский Владимир Александрович
- Чугунков Иван Ильич
- Шилимов Владимир Михайлович
- Шолмов Сергей Николаевич

### Герои Социалистического труда
- Абрамова Наталья Семёновна
- Гарифулина Нурдида Кияметдиновна
- Краснов Владимир Павлович
- Крашенинников Виктор Григорьевич
- Кузьмина Нина Николаевна
- Кулагина Инна Михайловна
- Лаврова Вера Васильевна
- Лазарева Галина Михайловна
- Митрофанов Михаил Васильевич
- Наумова Екатерина Григорьевна
- Павлов Борис Тимофеевич
- Салатов Виктор Арсентьевич
- Трубачёва Мария Ивановна
- Усов Пётр Матвеевич
- Чайкин Геннадий Андреевич
- Чернов Александр Николаевич
- Чигринец Пётр Алексеевич

### Деятели науки и культуры
- Азов Константин Сергеевич
- Александров Борис Владимирович
- Айрапетян Рафик Арменакович
- Берлянд Сигизмунд Соломонович
- Благовещенский Виктор Васильевич
- Дозоров Александр Владимирович
- Дубровский Андрей Михайлович
- Ефимов Владимир Васильевич
- Клюев Анатолий Иванович
- Копылов Юрий Семёнович
- Левина Роза Ефимовна
- Лежнин Иван Васильевич
- Матлин Михаил Гершонович
- Модников Олег Павлович
- Моторин Алексей Васильевич
- Никитин Владимир Архипович
- Никонов Владимир Андреевич
- Пчелкин Юрий Александрович
- Раков Николай Сергеевич
- Сафронов Виктор Алексеевич
- Сёмин Николай Васильевич
- Таубин Рафаил Абрамович
- Трофимов Жорес Александрович
- Ульянова Ираида Викторовна
- Устюжанинов Анатолий Иванович
- Хмарский Иван Дмитриевич
- Шадько Кларина Ивановна
- Шарапов Владимир Иванович
- Чередникова Маина Павловна
- Чулков Алексей Петрович
- Юченков Глеб Иванович

### Хозяйственные, государственные и политические деятели
- Баландин Евгений Степанович
- Большов Александр Михайлович
- Васильев Владимир Петрович
- Вихлевщук Николай Антонович
- Гиндилис Мирон Моисеевич
- Горячев Юрий Фролович
- Гринберг Исаак Павлович
- Золотов Александр Семёнович
- Зорин Вячеслав Сергеевич
- Иваницкий Александр Валентинович
- Исаев Юрий Алексеевич
- Иоффе Александр Исаакович
- Казаров Олег Владимирович
- Ковалёва Анастасия Васильевна
- Кохов Николай Иванович
- Крюков Анатолий Георгиевич
- Курнаков Георгий Дмитриевич
- Ланцов Борис Александрович
- Лафазан Георгий Михайлович
- Маслов Иван Дмитриевич
- Праведнов Виктор Фёдорович
- Самсонов Юрий Григорьевич
- Серёгин Иван Михайлович
- Скочилов Анатолий Андрианович
- Ступников Георгий Иванович
- Томуль Антонина Ивановна
- Фабрикант Лев Борисович
- Федоренко Аким Иванович

### Спортсмены
- Васильев Юрий Андрианович
- Винник Анатолий Иванович
- Гунин Николай Петрович
- Дорофеев Вячеслав Сергеевич
- Железняков Юрий Николаевич
- Карпов Николай Дмитриевич
- Кузьмин Валентин Степанович
- Мишин Николай Петрович
- Михайловский Владислав Борисович
- Монахов Владимир Викторович
- Мухаметзянов Леонард Мухаметович
- Нестеров Пётр Иванович
- Орешкин Виктор Иванович
- Потапов Николай Фёдорович
- Тонеев Михаил Петрович
- Ферханов Камиль Абдулбариевич
- Эдукарьянц Сергей Макарович